# جيمس فيرجسون (مهندس معماري)
جيمس فيرجسون (22 يناير 1808-9 يناير 1886) كان مؤرخًا معماريًا اسكتلندي المولد، يُذكر بشكل أساسي لاهتمامه بالهندسة المعمارية والتاريخية الهندية. لقد كان شخصية مهمة في إعادة اكتشاف الهند القديمة في القرن التاسع عشر. كان في الأصل رجل أعمال ، وعلى الرغم من عدم تدريبه رسميًا كمهندس معماري ، فقد صمم بعض المباني والمخططات الزخرفية.

## حياته

### التعليم والهند
وُلِد فيرغسون في أير ، وهو ابن ويليام فيرجسون (1773-1846) الذي كان جراحًا في الجيش. بعد أن تلقى تعليمه أولاً في المدرسة الثانوية الملكية ، إدنبرة ، ثم في مدرسة خاصة في هونسلو ، ذهب إلى الهند للعمل كتاجر في منزل عائلته التجاري في فيرلي ، فيرغسون وشركاه في كلكتا. هنا أصبح مهتمًا ببقايا العمارة القديمة للهند ، التي لم تكن معروفة أو مفهومة في ذلك الوقت. إن الإدارة الناجحة لمصنع النيلي ، كما يقول في حسابه الخاص، مكنته من التقاعد من العمل بعد حوالي عشر سنوات والاستقرار في لندن.
نُشرت ملاحظاته حول العمارة الهندية لأول مرة في كتابه عن معابد الهند المقطوعة بالصخور ، والذي نُشر عام 1845. أدت مهمة تحليل العلاقات التاريخية والجمالية لهذا النوع من المباني القديمة إلى إجراء مسح مقارن تاريخي وحاسم لموضوع العمارة بأكمله في الدليل المصور للهندسة المعمارية ، كونه وصفًا موجزًا وشائعًا للأنماط المختلفة للمباني. العمارة السائدة في جميع العصور والبلدان ، وهو عمل ظهر لأول مرة عام 1855 في مجلدين. تبعه في عام 1862 كتاب بعنوان تاريخ الأنماط الحديثة للهندسة المعمارية ، كونه تكملة لكتيب العمارة.
أعيد إصدار عمل 1855 بعد عشر سنوات في شكل أكثر شمولاً في ثلاثة مجلدات ، تحت عنوان تاريخ العمارة في جميع البلدان من الأزمنة الأولى إلى يومنا هذا. تمت إزالة الفصول الخاصة بالعمارة الهندية ، والتي تم اعتبارها بطول غير متناسب إلى حد ما في الدليل ، من التاريخ العام ، وتمت معالجة هذا الموضوع بالكامل بشكل كامل في مجلد منفصل ، تاريخ العمارة الهندية والشرقية ، والذي ظهر في 1876 ، باعتباره المجلد الرابع لتاريخ العمارة. تمت مراجعة عمل عام 1876 فيما بعد بإضافة جيمس بيرجس وريتشارد فيني سبايرز في عام 1910 ونشر في مجلدين.

## المملكة المتحدة
في عام 1849 نشر فيرغسون دراسة ميتافيزيقية ، تحقيق تاريخي في المبادئ الحقيقية للجمال في الفن: خاصة مع الإشارة إلى العمارة. تضمنت بعض مقالاته حول نقاط خاصة في علم الآثار ، مثل أطروحة The Mode التي تم فيها إدخال الضوء إلى المعابد اليونانية ، نظريات حول المعابد اليونانية التي لم تحظ بقبول عام.
مثل العديد من معاصريه ، كان فيرجسون قلقًا بشأن الاستعداد البريطاني لمقاومة الغزو الفرنسي ونشر مقالًا عن نظام جديد مقترح للتحصين: مع تلميحات لتطبيقه على دفاعاتنا الوطنية (1849) ، خطر بورتسموث ؛ أو الأسطول الفرنسي والحصون الإنجليزية (1852) وبورتسموث المحمية: تكملة لخطر بورتسموث (1856). في عام 1859 ، كان المدني الوحيد المعين في اللجنة الملكية للدفاع في المملكة المتحدة ، والتي أوصت فيما بعد ببرنامج ضخم للتحصينات الساحلية أصبح يُعرف باسم "حماقات بالمرستون".
حصل على الميدالية الذهبية من المعهد الملكي للمهندسين المعماريين البريطانيين في عام 1871. ومن بين أعماله ، إلى جانب ما سبق ذكره ، ترميم قصور نينوى وبرسيبوليس (1851) ، وترميم ضريح هاليكارناسوس (1862) ، وعبادة الشجرة والثعبان (1868) ) ، آثار الحجر الخام في جميع البلدان (1872) ، ومعابد اليهود والمباني الأخرى في منطقة الحرم في القدس (1878). تتضمن أوراق الجلسات الخاصة بمعهد المهندسين المعماريين البريطانيين أوراقًا كتبها عن تاريخ القوس المدبب ، والهندسة المعمارية لجنوب الهند ، والروعة المعمارية لمدينة بيجا ، وعلى إريكثيوم ومعبد ديانا في أفسس.
على الرغم من أنه ليس مهندسًا معماريًا ممارسًا غزير الإنتاج ، إلا أنه لا يزال هناك عدد صغير من الأمثلة على فن العمارة لفيرغسون ، وأبرزها مبنى البرلمان في جامايكا، [بحاجة لمصدر] ومعرض ماريان نورث في حدائق كيو.
كان فيرجسون مستشارًا مع أوستن هنري لايارد في مخطط الزخرفة للبلاط الآشوري في قصر الكريستال ، وفي عام 1856 تولى مهام المدير العام لشركة كريستال بالاس ، وهو المنصب الذي شغله لمدة عامين. في عام 1866 كان عضوًا في لجنة لتقديم المشورة لهنري سكوت بشأن جوانب تصميم قاعة ألبرت الملكية ، جنبًا إلى جنب مع المهندسين المعماريين ويليام تيتي وماثيو ديجبي وايت والمهندسين جون هوكشو وجون فاولر.
في عام 1847 نشر فيرجسون مقالاً عن تضاريس القدس القديمة ، أكد فيه أن مسجد عمر هو نفس الكنيسة التي بناها قسطنطين الكبير فوق قبر ربنا في القدس ، وأنه ، وليس كنيسة القدس الحالية. القبر المقدس ، كان مكان دفن يسوع الحقيقي. تم توضيح عبء هذا الخلاف بشكل أكبر من خلال نشر ملاحظاته في عام 1860 على موقع القيامة في القدس ؛ ومعابد اليهود والمباني الأخرى في منطقة الحرم بالقدس ، التي نُشرت عام 1878 ، والتي كانت بمثابة تفصيل إضافي لهذه النظريات ، التي قيل إنها كانت أصل إنشاء صندوق استكشاف فلسطين.
توفي فيرجسون في لندن في 9 يناير 1886 ودُفن مع والده على الجانب الغربي من مقبرة هاي جيت.

## منشورات مختارة
- فيرجسون ، جيمس. تحقيق تاريخي في المبادئ الحقيقية للجمال في الفن ، وخاصة فيما يتعلق بالعمارة (1849) ، لندن: لونجمان ، براون ، جرين ولونغمان.
- فيرجسون ، جيمس. مقال عن نظام جديد مقترح للتحصين: مع تلميحات لتطبيقه على دفاعاتنا الوطنية (1849) ، لندن: جون ويل.
- فيرجسون ، جيمس. الكتيب المصور للهندسة المعمارية (1855). لندن: جون موراي. المجلد. 1 والمجلد. 2
- فيرجسون ، جيمس. عبادة الشجرة والثعبان ، أو الرسوم التوضيحية للأساطير والفن في الهند ، (1868) لندن: و ه الين و كو.
- فيرجسون ، جيمس. آثار الحجر الخام في جميع البلدان ، (1872) لندن: جون موراي ، شارع ألبيمارل.
- فيرجسون ، جيمس. تاريخ أنماط العمارة الحديثة (1891). نيويورك: دود ، ميد. المجلد. 1 المجلد. 2
- فيرجسون ، جيمس وآخرون. تاريخ العمارة الهندية والشرقية ، الطبعة الثانية (1910). لندن: جيه موراي. المجلد. 1 المجلد. 1

## روابط خارجية
- "فيرجسون ، جيمس (1808-1886)" قاموس السيرة الوطنية. لندن: سميث وإيلدر وشركاه 1885-1900.
- أعمال جيمس فيرجسون في مشروع جوتنبرج
- جيمس فيرجسون والهندسة المعمارية الهندية
- جيمس فيرجسون ، الجدول الزمني للكتابات نسخة محفوظة 22 يوليو 2011 على موقع واي باك مشين.
- جيمس فيرجسون في arthistoricum.net (ألماني)